# Phrurolithus coreanus
Phrurolithus coreanus är en spindelart som beskrevs av Paik 1991. Phrurolithus coreanus ingår i släktet Phrurolithus och familjen flinkspindlar. Inga underarter finns listade i Catalogue of Life.